# الكري (أسلم)

تعديل مصدري - تعديل

الكري هي إحدى قرى عزلة أسلم الشام بمديرية أسلم التابعة لمحافظة حجة، بلغ تعداد سكانها 94 نسمة حسب تعداد اليمن لعام 2004.